# Kalkaska (Michigan)
Kalkaska – wieś w Stanach Zjednoczonych, w stanie Michigan, na Półwyspie Dolnym, w regionie północnym (Northern Michigan), administracyjna siedziba władz hrabstwa Kalkaska. W 2010 r. miasto zamieszkiwało 2020 osób, a w przeciągu dziesięciu lat liczba ludności zmniejszyła się o 12,1%.
Miejscowość leży przy drodze krajowej 131 (U.S. Route 131), około 30 km na wschód od Traverse City. Klimat Kalkaska w klasyfikacji klimatów Köppena należy do klimatów kontynentalnych z ciepłym latem (Dfb)